# Haute-Savoie (province)
Pour les articles homonymes, voir Savoie (homonymie).

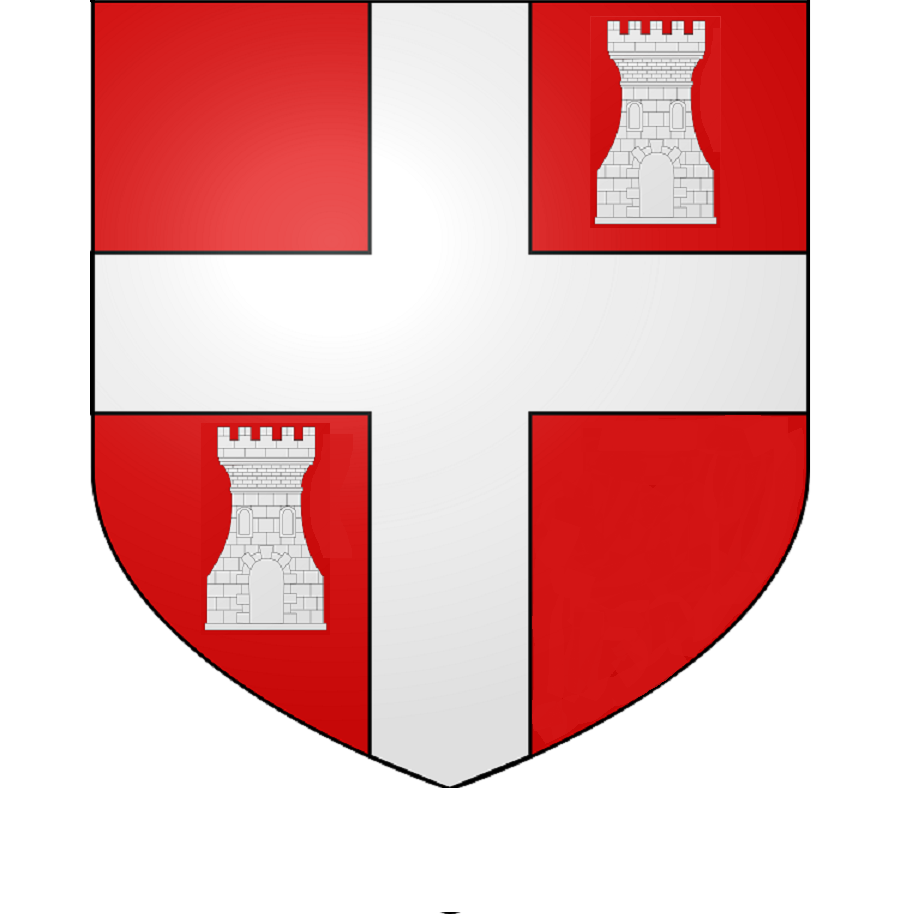

La province de Haute-Savoie est l'une des circonscriptions du duché de Savoie, créée par lettres-patentes le 16 janvier 1816 par Victor-Emmanuel Ier, duc de Savoie et roi de Sardaigne, ayant eu pour chef-lieu Conflans, puis Albertville lors de sa création en 1835.

## Superficie
La superficie de la province est de 974,55 km2, soit 228 410 journaux, avec une longueur de 39 km sur 32 km.

## Évolution du territoire
La création de la province de Haute-Savoie résulte en partie d'une succession de circonstances historiques. Le territoire provincial évolue au gré des changements administratifs de la période de la Restauration savoisienne.

### L'occupation autrichienne de 1814 et la première restauration
Le traité de Paris du 30 mai 1814 partage le département du Mont-Blanc entre les royaumes de France et de Sardaigne.
La France conserve un « département du Mont-Blanc » qui comprend l'arrondissement de Chambéry du département du Mont-Blanc moins les cantons de L'Hôpital, La Rochette, Montmélian et Saint-Pierre d'Albigny, et l'arrondissement d'Annecy du département du Mont-Blanc moins une partie du canton de Faverges (Outrechaise et Marlens sont au royaume de France, Ugine et Marthod sont au royaume de Sardaigne). Ce « département du Mont-Blanc » acquiert du département du Léman, qui est destiné à disparaitre, une partie des cantons de Saint-Julien-en-Genevois, de Frangy et de Reignier, et le canton de La Roche privé des communes de La Roche et d'Amancy,.
La partie rétrocédée par le traité au roi de Sardaigne reprend le nom de « duché de Savoie » et comprend quatre des anciennes provinces de celui-ci : Chablais, Faucigny, Maurienne, Tarentaise, et une partie de chacune de trois anciennes provinces : Carouge, Genevois et Savoie Propre,.
Mais ce « duché de Savoie » restreint est toujours occupé militairement par une armée de l'empire d'Autriche placée sous les ordres du général Ferdinand Bubna qui est depuis avril 1814, le gouverneur général de la Savoie, du Piémont et du comté de Nice (à Turin). Le gouverneur général, qui est installé à Turin, délègue, en Savoie, ses responsabilités civiles à deux gouverneurs : le chevalier de Mertens pour l'ex-département du Mont-Blanc, et le comte d’Ugarte pour l'ex-département du Léman. Les gouverneurs civils autrichiens s'appuient sur des conseils et commissions provisoires, composés de personnalités locales pour gouverner les territoires placés sous leur responsabilité.
Le 15 juin 1814, Jean-Antoine Finol, représentant Louis XVIII, prend possession des territoires que le traité cède à la France. Le 19 juin 1814, le chevalier de Mertens publie une déclaration qui stipule que dans les territoires de l'ex-département du Mont-blanc qui doivent être remis au roi de Sardaigne, les rapports avec les autorités autrichiennes restent inchangés. Il crée le même jour par ordonnance un Conseil Provisoire qui siège à Saint-Jean-de-Maurienne, qui a autorité sur les arrondissements existants de Saint-Jean de Maurienne, de Moûtiers et sur l'arrondissement nouvellement créé de Saint-Pierre-d'Albigny et qui exerce les pouvoirs de préfet. Le chevalier de Mertens maintient les commissions subsidiaires qui exercent les pouvoirs de sous-préfet à Moutiers et à Saint-Jean-de-Maurienne et en crée une nouvelle qui siège dans un premier temps à Saint-Pierre-d'Albigny, puis transfère son siège, le 12 juillet 1814 à Montmélian.
Le roi de Sardaigne diffère la prise de possession du « duché de Savoie ». Le 10 septembre 1814 seulement, Joseph Galleani d'Agliano, paré des titres de « commissaire plénipotentiaire » et de commandant militaire général en Savoie, publie une proclamation dans laquelle il indique prendre le commandement des provinces de Savoie que les troupes autrichiennes ont évacué. Un décret du commissaire plénipotentiaire, publié le 19 septembre 1814, remet en vigueur, à partir du 22 septembre 1814, les lois et les règlements qui étaient en vigueur, dans le duché de Savoie, au 21 septembre 1792 et annule les dispositions législatives qui ont été prises et publiées après cette date.

### La seconde restauration
- janvier 1816 : Centré sur Conflans, elle administre vingt communes détachées de la Savoie Propre (Ugine), une partie de la Combe de Savoie en aval de Conflans) ;dix-huit communes de la province de la Tarentaise (Beaufortain, Conflans) ; cinq communes du Faucigny (le val d'Arly) et une commune du Genevois.
- décembre 1816 : quatre mandements (Beaufort, Conflans, Grésy, Ugine) regroupant 41 communes.

### Les réformes de Charles-Albert
- 1818-1837 : Appartient à la division administrative de Chambéry. Ajout du mandement de Faverges (dix communes) par lettre patente du 2 septembre 1837[2].
- Le 19 décembre 1835 Les communes de Conflans et de l'Hôpital fusionnent et créent Albertville qui devient le chef-lieu de la province[8].
- 1837-1860 : Maintien du territoire avec cinq mandements et soixante-dix-neuf communes.

### Le décret Rattazi et l'annexion française
- À la suite de l'annexion de 1860 : disparition de la province. Les quatre mandements d'origine sont intégrés à l'arrondissement d'Albertville du département de la Savoie.

Le mandement de Faverges devient canton de Faverges, désormais partie intégrante du département de la Haute-Savoie.
Jusqu'en 1835, le commandant et l'intendant de la province de Haute-Savoie résident à l'Hôpital, le juge mage réside à Conflans.

## Organisation administrative

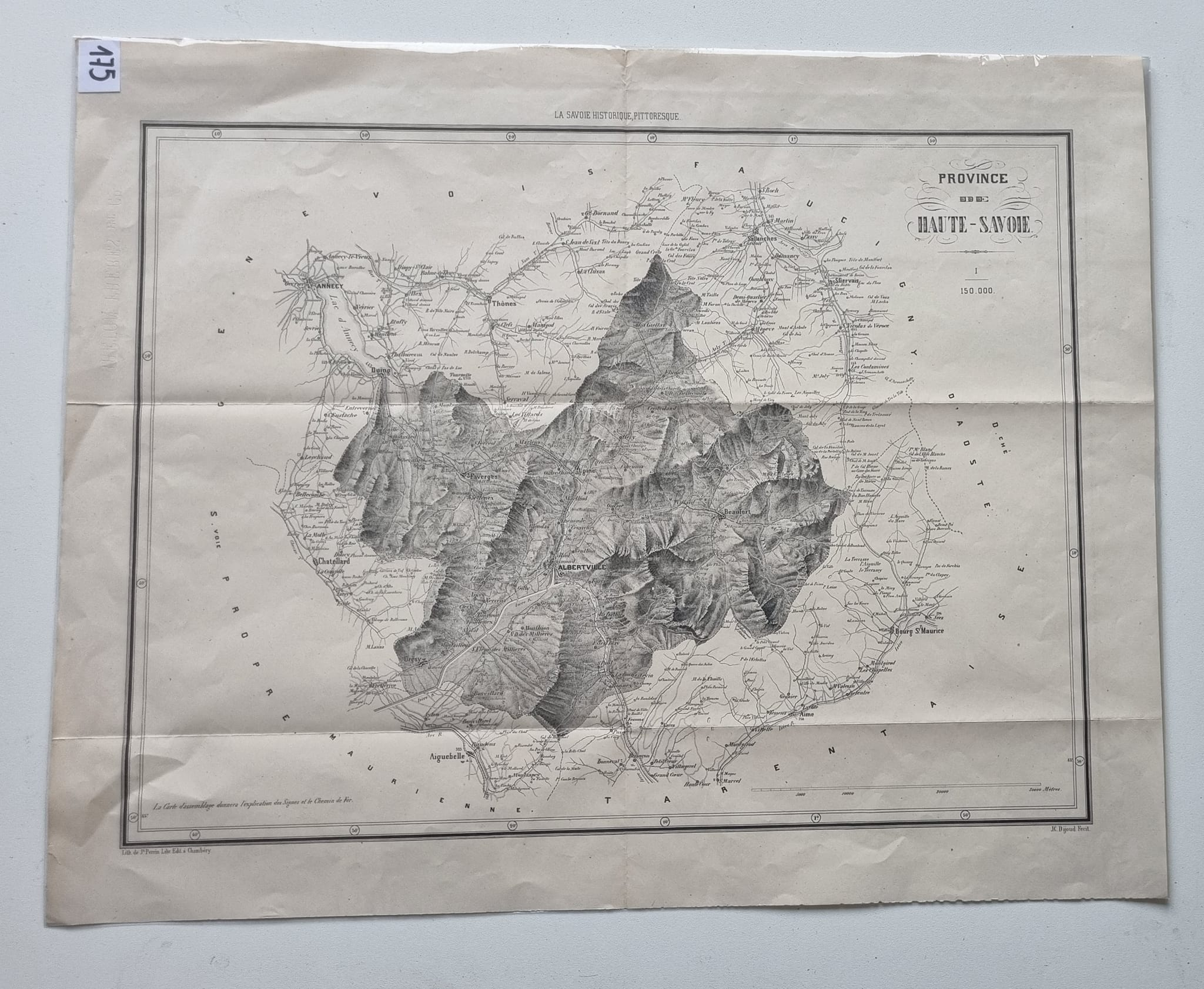

Dans le cadre d'une nouvelle organisation administrative du duché en 1816, la province de Haute-Savoie est organisée autour de quatre mandements, dont le chef-lieu est Conflans. La composition de certains mandements est modifiée à nouveau en 1814, le nouveau chef-lieu est L'Hôpital. Lors des réformes de 1835-1837, la province compte 5 mandements :
1. Le mandement de Beaufort.
2. Le mandement de Conflans.
3. Le mandement de Faverges (intégré en 1835).
4. Le mandement de Grésy.
5. Le mandement d'Ugines.

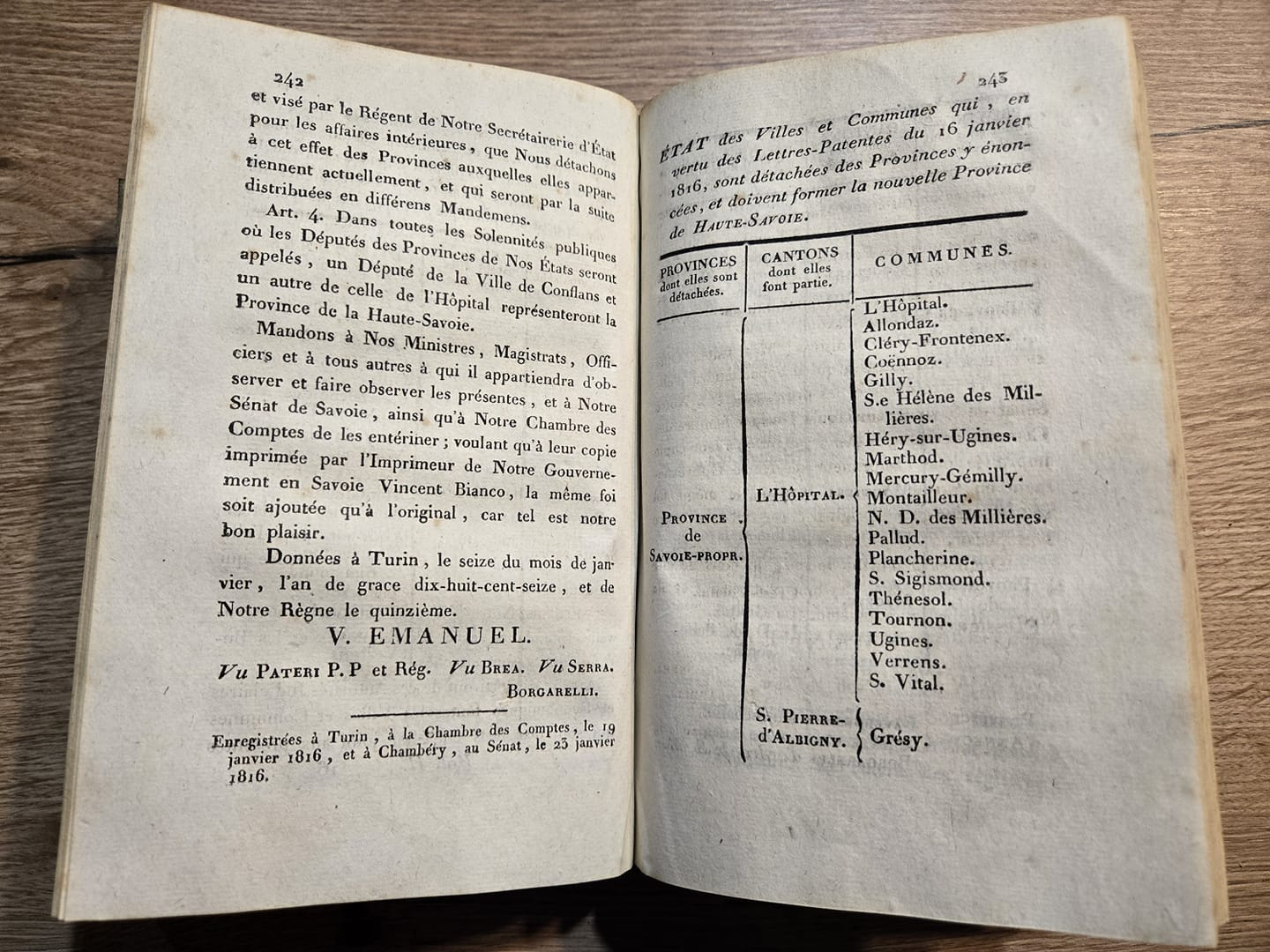

Chacun de ces mandements est composé, respectivement, des communes suivantes :

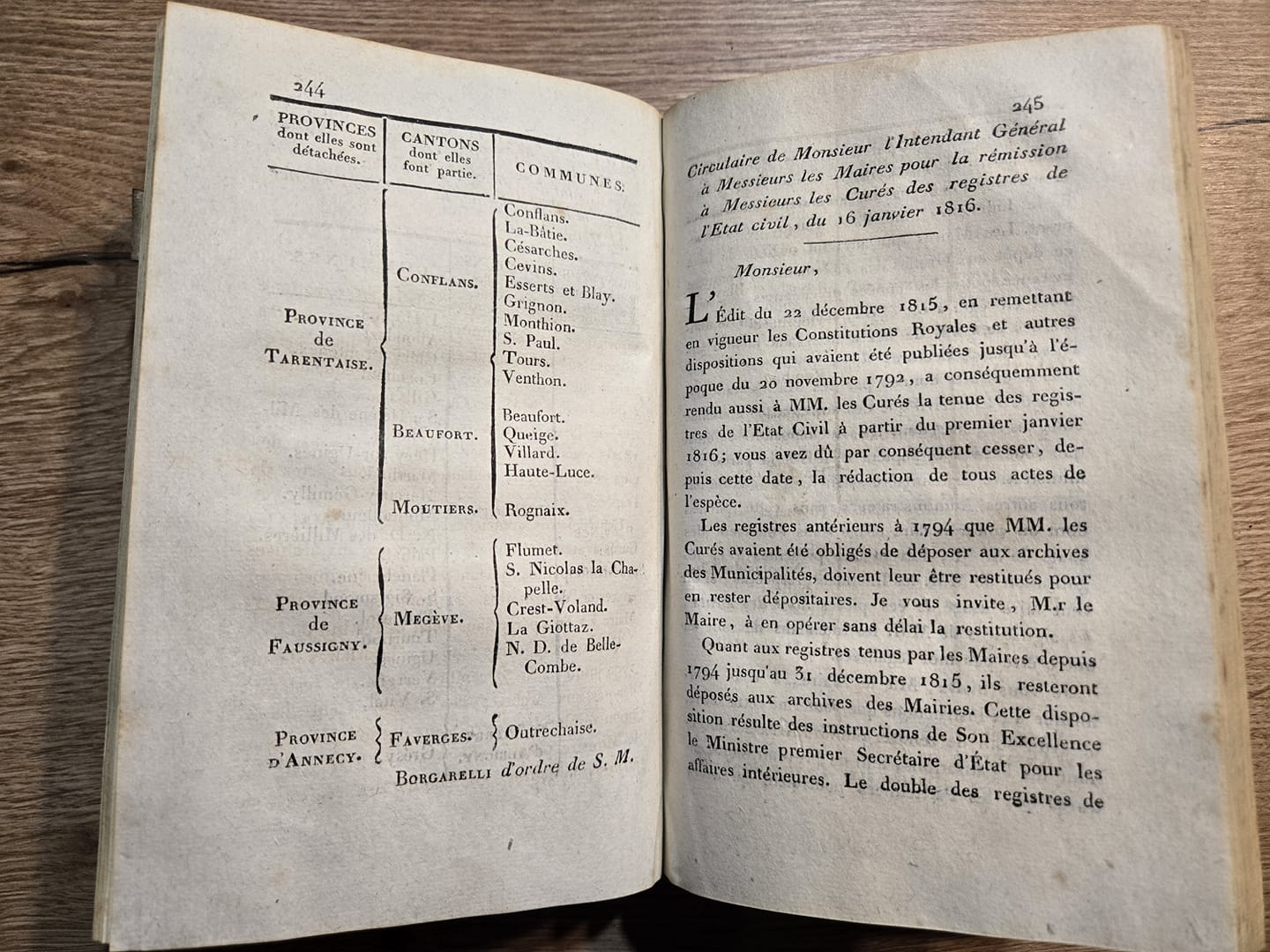

### Mandement de Conflans
Les communes du mandement passent de 17 à 19, entre 1816 et 1814. Ce sont  :
1. Allondaz
2. Césarches
3. Cevins
4. Conflans (1816)[8]
5. Esserts-Blay
6. Gilly
7. Grignon et Neveaux
8. La Bâthie
9. L'Hôpital (1814)[10]
10. Marthod
11. Mercury-Gémilly[note 1]
12. Monthion
13. Pallud
14. Rognaix
15. Saint-Paul-en-Haute-Savoie
16. Saint-Sigismond[note 2]
17. Thénésol
18. Tours
19. Venthon

### Mandement de Beaufort
Les communes du mandement sont :
1. Beaufort
2. Hauteluce
3. Queige
4. Villard en Haute-Savoie

### Mandement de Grésy
Les communes du mandement sont :
1. Bonvillard
2. Cléry-Frontenex[note 3]
3. Grésy
4. Montailleur
5. Notre-Dame-des-Millières
6. Plancherine
7. Sainte-Hélène-des-Millières
8. Saint-Vital
9. Tournon
10. Verrens-Arvey

### Mandement d'Ugine
Les communes du mandement sont
1. Cohennoz
2. Crest-Voland
3. Flumet
4. Héry
5. La Giettaz
6. Notre-Dame-de-Bellecombe
7. Outrechaise[note 4].
8. Saint-Nicolas-la-Chapelle
9. Ugine

### Mandement de Faverges
Le mandement de Faverges, qui dépend depuis 1819 de la Province de Genevois, en est détaché par les lettres patentes du 2 septembre 1837. Il dépend désormais pour les questions militaires, administratives, financières et fiscales de la province de Haute-Savoie, mais reste attaché à la province de Genevois pour les aspects judiciaires. Les communes du mandement pour la période sont  :
1. Chevaline
2. Cons-Sainte-Colombe
3. Doussard
4. Faverges
5. Giez
6. La Thuile-en-Genevois
7. Marlens
8. Montmin
9. Saint-Ferréol
10. Seythenex

## Démographie
La population de la province en 1840 est estimée à 52 200 individus, soit une densité de 53,56 hab./km2.